# سعيد حقي
سعيد حقي وهو سياسي عراقي شغل منصب وزير الدفاع في فترة خلال عام 1946.
كما كان يشغل منصب ناظر الخزينة الملكية الخاصة خلال فترة حكم الملك غازي.
ومن الجدير بالذكر أن سعيد حقي حضر في أحد أيام الجمع مجلساً لدى الأسرة المالكة ضم الملك غازي والأمير عبد الإله ونوري السعيد، وقد أفصح الملك في هذا اللقاء عن رغبته في تولي عمه الأمير زيد الوصاية على ابنه فيصل لو حدث شيء على حياته. ويضيف سعيد حقي أن الملكة عالية قد اتصلت به بعد وفاة الملك غازي وطلبت منه أن لا يدلي بشهادته عما سمعه من الملك غازي بخصوص إعطاء الوصاية إلى الأمير زيد، وأن يدلي برأيه لصالح الأمير عبد الإله، الذي تفضله الملكة على الأمير زيد، لكونه اخاها، وأنه أعلم بشؤون العائلة وأمور المملكة من الأمير زيد فطلب سعيد حقي من الملكة استبعاده عن الإدلاء بشهادته لكي لا تتعارض مع شهادتها، فحظي موقفه هذا بتقدير الملكة على عكس الأمير عبد الإله الذي ظل يمقته ولا يرتاح له.